# تنغ انار وسطي (مقاطعة تشرام)
تنغ انار وسطي (بالفارسية: تنگ انار وسطی) هي قرية تقع في قسم بشتة ذيلايي الريفي (مقاطعة تشرام) في إيران. يقدر عدد سكانها بـ 80 نسمة .